# Echinocardium laevigaster
Echinocardium laevigaster is een zee-egel uit de familie Loveniidae.
De wetenschappelijke naam van de soort werd in 1869 gepubliceerd door Alexander Agassiz.